# Râul Mânăstirea, Râul Târgului
Râul Mânăstirea este un râu afluent al Râului Tàrgului.

## Hărți
- Harta Județul Argeș